# Грецький мартиролог
Гре́цький мартиро́лог — проєкт, направлений на дослідження грецької операції НКВС 30-50-х років 20 століття у всіх аспектах — політичному, правовому, географічному, культурологічному; створення максимально повного списку жертв (померлих в таборах, розстріляних, а також тих, хто вижив і повернувся додому); реабілітацію (в тому числі посмертно) підданих необґрунтованим репресіям.
Проєкт здійснюється з 2004 року під егідою периферії країн колишнього СРСР Ради греків зарубіжжя, Асоціації грецьких громадських об'єднань Росії та особисто голови цих організацій, депутата Державної Думи Російської Федерації Івана Саввіді. Керівник проєкту — геолог за фахом, дослідник понтійського еллінізму Іван Георгійович Джуха.

## Виконання проєкту
Завдяки співпраці з архівами Магаданського, Вологодського, Архангельського УВС, держархіву республіки Комі, Красноярського краю, архіву «Меморіал», Донецької області, посольства Греції в РФ, архівами МЗС Греції зібрано багатий документальний матеріал з історії розкуркулення, терору і депортації понтійських греків (кримінальні справи, спогади, фотографії тощо).
Узагальненням цих матеріалів мають стати 5 книг, 4 вже опубліковані:
- «Греческая операция» (Репресії проти греків в епоху Великого терору 1937—1938 років)
- «Спецэшелоны идут на Восток» (Історія депортацій в 1940-ті роки)[1]
- «Пишу своими словами...» (Депортація понтійських греків: листи з ГУЛАГу і місць спецпоселення)[2]
- «Стоял позади Парфенон, лежал впереди Магадан» (історія греків на Колимі)[3][4]
- «…» (Історія розкуркулення греків в 1929—1933 роки)
- «…» (Книга Пам'яти грецького народу — список жертв)

В процесі здійснення проєкту публікуються статті у ЗМІ країн колишнього СРСР, а також Греції, зокрема наймасовішій столичній газеті «Τα Νέα»; в ефір виходять репортажі радіостанції «Голос Греції» та телеканалів ET1, ET3, Makedonia TV, Mega TV.
2010 року планується відкриття меморіалу жертвам, що загинули у Магаданських таборах. Створено попередній алфавітний мартиролог.